# 扬子江诗刊
《扬子江诗刊》是中华人民共和国诗歌刊物，江苏省作家协会主办，为双月刊。

## 简介
创刊于1999年，江苏省作家协会主办，双月刊，16开。
《扬子江》诗刊是江苏省作家协会主办的原创性汉语诗歌双月刊。20年来，《扬子江》诗刊已成长为广受海内外诗坛关注的重要诗歌期刊，在诗歌界、文学界的影响深远。2017年，《扬子江》诗刊入选北大中文核心期刊，是目前中国诗歌类期刊中唯一一本核心期刊，也是江苏文学期刊中唯一一本核心期刊。
在中国诗歌类文学刊物中，《扬子江》被认为是“八大诗刊”之一。

## 外界评价
全国人大常委、中国作协党组成员、书记处书记、副主席吉狄马加表示，“在中国新诗百年理论梳理过程中，《扬子江》诗刊功不可没。这一梳理也将进入中国当代诗歌史。”

## 奖项
“扬子江年度青年诗人奖”由《扬子江诗刊》于2015年设立，旨在寻找和挖掘35周岁以下、有潜力的青年诗人，推介优秀的原创汉语诗作和诗评作品。该奖每年评选一次。